# Terra Amata

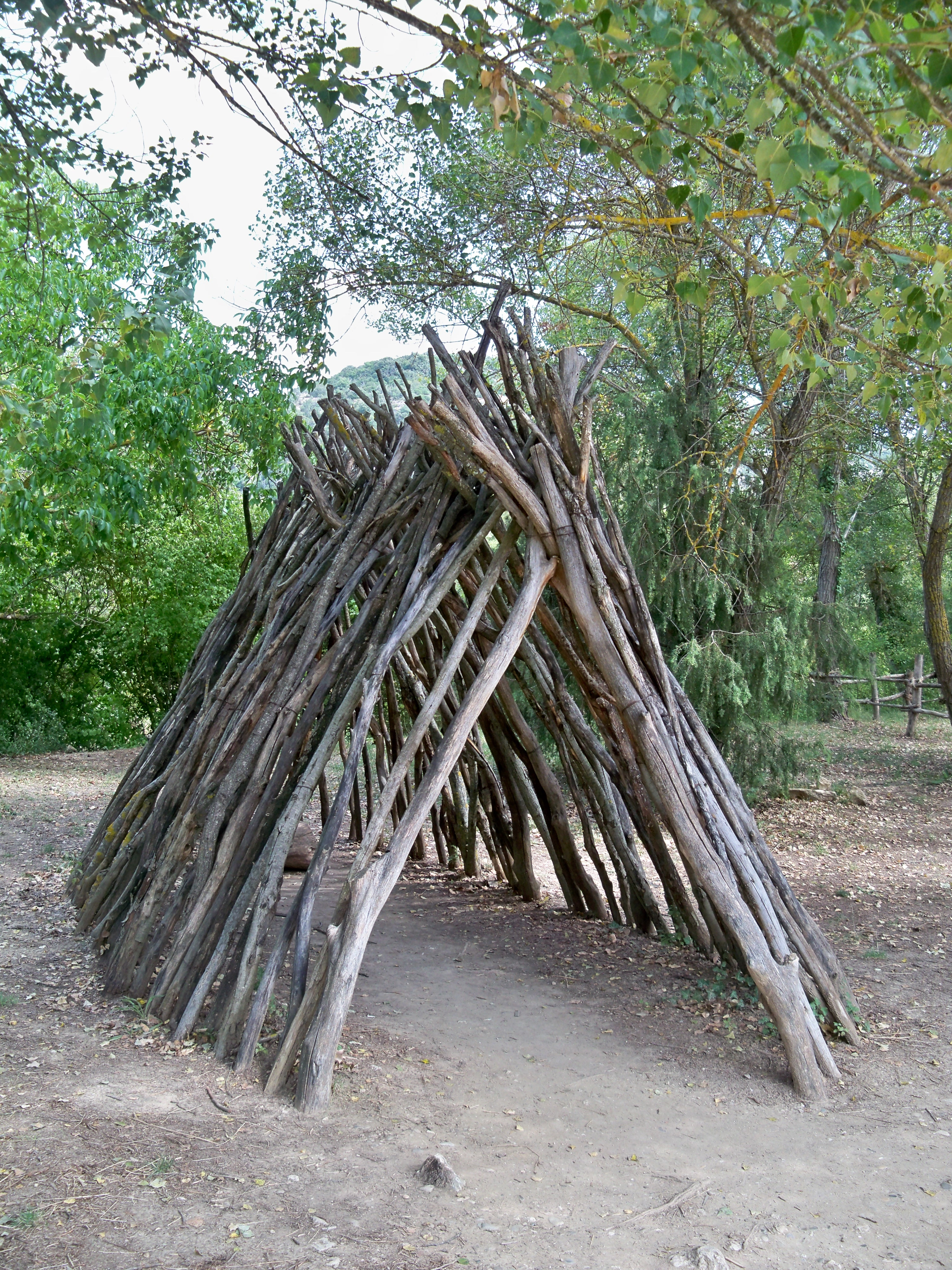
Nachbau einer steinzeitlichen Hütte in Quinson

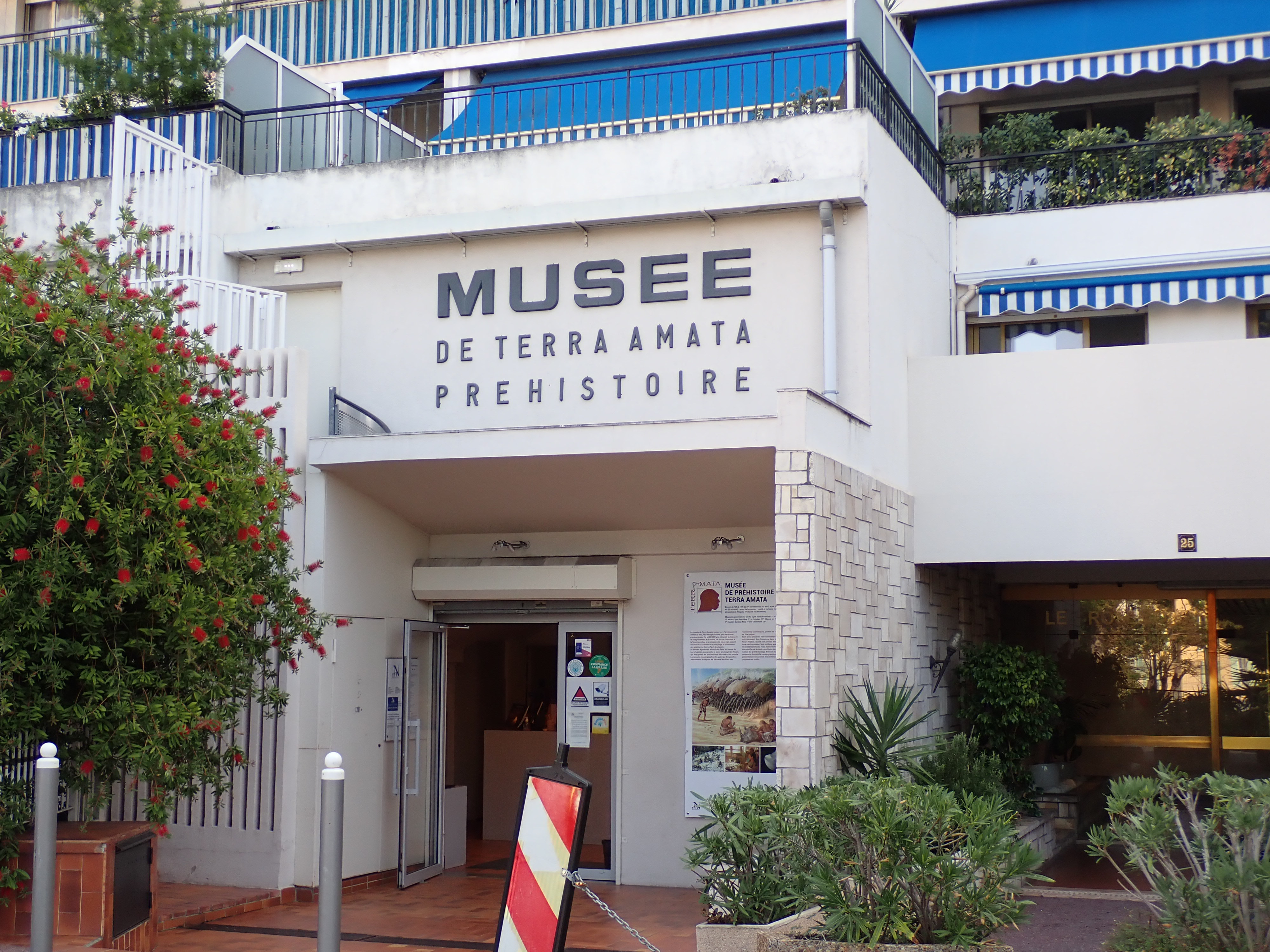
Musee Terra Amata, Nizza (Nice)

Terra Amata (ital.: „Geliebtes Land“) ist eine archäologische Fundstätte, benannt nach einer gleichnamigen Sackgasse rund 25 Meter über dem alten Hafen von Nizza in Südfrankreich. Hier wurden 1965 bei Ausschachtungsarbeiten Hinweise auf die weltweit ältesten, rund 380.000 Jahre alten Hütten entdeckt. Damals lag der Meeresspiegel deutlich höher als heute, so dass diese Hütten den archäologischen Befunden zufolge in Strandnähe errichtet wurden. Aufgrund der Altersbestimmung sind die Funde Homo heidelbergensis zuzurechnen.
Erhalten geblieben sind im Boden jedoch nur ovale Ringe aus großen Steinen, die an einer Stelle jeweils unterbrochen sind, was als Eingang interpretiert wird. Im Inneren dieser Steinkreise wurden geschwärzte Kieselsteine und Tierknochen gefunden, Hinweise auf eine Feuerstelle. Vermutlich diente der Ring aus Steinen als Stütze für die an der Innenseite des Rings schräg gegeneinander gestellten Äste.
Bei den Ausgrabungen durch Henry de Lumley (1966) konnten 21 Wohnstätten nachgewiesen werden: vier auf einer länglichen Sandbank, sechs am Strand und elf auf einer Düne. Sie wurden wiederholt im Frühjahr auf dem gleichen Platz errichtet. Die ovalen Behausungen variierten in der Länge zwischen acht und 15 m und in der Breite zwischen vier und fast sechs Metern für die Unterbringung von 20 bis 25 Menschen. Ein kugelförmiger Abdruck kann von einem Holzgerät stammen, in dem Früchte, Samen oder Wasser aufbewahrt wurden. Skelettreste von Homo heidelbergensis wurden nicht gefunden, aber ein 24 cm langer Fußabdruck blieb erhalten. Es wurden Ockerstücke gefunden. Die Acheuléen-Geräte waren zum Teil aus Strandkieseln gefertigt. Gejagt wurden: Elefanten, Fische, Nashörner, Schildkröten, Steinböcke, Vögel, Wildrinder und Wildschweine. Gesammelt wurden Austern, Napfschnecken und Miesmuscheln.
Die Geschichte der Ausgrabung und eine Vielzahl von Exponaten wird im Musee Terra Amata in Nizza gezeigt.